# Linda Lanzillotta
Linda Lanzillotta (née le 7 septembre 1948 à Cassano all'Ionio) est une personnalité politique italienne.

## Biographie
Ancien ministre, Linda Lanzillotta se présente aux élections générales italiennes de 2013, sur une liste Avec Monti pour l'Italie. Élue sénatrice de Choix civique, le 21 mars 2013, elle est élue vice-présidente du Sénat de la République.